# Rui Pedro Silva
Rui Pedro Sá Alves da Silva (Santo Tirso, 6 maggio 1981) è un mezzofondista e maratoneta portoghese.
Dal 2008, ha preso parte a tre edizioni consecutive dei Giochi olimpici.

## Palmarès
| Anno | Manifestazione             | Sede           | Evento         | Risultato | Prestazione | Note |
| ---- | -------------------------- | -------------- | -------------- | --------- | ----------- | ---- |
| 2003 | Europei under 23           | Bydgoszcz      | 5000 m piani   | dnf       | dnf         |      |
| 2004 | Campionati ibero-americani | Huelva         | 5000 m piani   | 10º       | 14'32"85    |      |
| 2008 | Giochi olimpici            | Pechino        | 10000 m piani  | 34º       | 29'09"03    |      |
| 2009 | Giochi della Lusofonia     | Lisbona        | 10 km          | Oro       | 30'14       |      |
| 2009 | Mondiali                   | Berlino        | 10000 m piani  | 23º       | 28'51"40    |      |
| 2010 | Europei                    | Barcellona     | 10000 m piani  | dnf       | dnf         |      |
| 2012 | Europei                    | Helsinki       | 10000 m piani  | 8º        | 28'31"16    |      |
| 2012 | Giochi olimpici            | Londra         | Maratona       | dnf       | dnf         |      |
| 2014 | Europei                    | Zurigo         | Maratona       | dnf       | dnf         |      |
| 2016 | Europei                    | Amsterdam      | Mezza maratona | 76º       | 1h10'04"    |      |
| 2016 | Giochi olimpici            | Rio de Janeiro | Maratona       | 122º      | 2h30'52"    |      |

## Campionati nazionali
2001
- 8º ai campionati portoghesi indoor, 3000 m piani - 8'14"06
- Argento ai campionati portoghesi under-23, 3000 m siepi - 9'03"56

2002
- 9º ai campionati portoghesi, 1500 m piani - 4'03"65
- 5º ai campionati portoghesi indoor, 3000 m piani - 8'21"74

2003
- Oro ai campionati portoghesi indoor, 3000 m piani - 8'05"99

2005
- Oro ai campionati portoghesi, 5000 m piani - 14'39"97
- 6º ai campionati portoghesi di 20 km su strada - 1h01'00"

2008
- Oro ai campionati portoghesi, 10000 m piani - 28'37"39

2009
- Oro ai campionati portoghesi, 5000 m piani - 14'03"16
- Oro ai campionati portoghesi di 15 km su strada - 44'31"

2010
- Bronzo ai campionati portoghesi di mezza maratona - 1h02'55"
- 7º ai campionati portoghesi, 1500 m piani - 3'58"09

2014
- Oro ai campionati portoghesi di 10 km su strada - 29'38"

2015
- Oro ai campionati portoghesi di 10 km su strada - 28'59"

2017
- 11º ai campionati portoghesi di 10 km su strada - 30'34"

2018
- Argento ai campionati portoghesi di 10 km su strada - 29'43"

2021
- 10º ai campionati portoghesi di 10 km su strada - 30'46"

## Altre competizioni internazionali
2004
- 7º alla BOclassic ( Bolzano) - 29'23"

2007
- 15º in Coppa Europa dei 10000 metri ( Ferrara) - 28'56"66

2009
- Argento in Coppa Europa dei 10000 metri ( Ribeira Brava) - 28'01"63
- 6º alla Mezza maratona di Lisbona ( Lisbona) - 1h03'33"

2010
- 7º alla Mezza maratona di Lisbona ( Lisbona) - 1h04'42"

2012
- 6º in Coppa Europa dei 10000 metri ( Bilbao) - 28'36"32
- 16º alla Maratona di Vienna ( Vienna) - 2h12'15"
- 10º alla Mezza maratona di Lisbona ( Lisbona) - 1h04'55"

2015
- 15º alla Maratona di Amburgo ( Amburgo) - 2h14'21"